# Abell 30
Abell 30 ist ein planetarischer Nebel im Sternbild Krebs, dessen Entdeckung und Eigenschaften George Ogden Abell im Jahr 1966 katalogisierte. Die Struktur des Nebels wurde mit dem 4-m-Mayall-Teleskop im Kitt-Peak-Nationalobservatorium, dem Hubble-Weltraumteleskop und im Röntgenbereich mit dem Chandra-Weltraumteleskop untersucht.

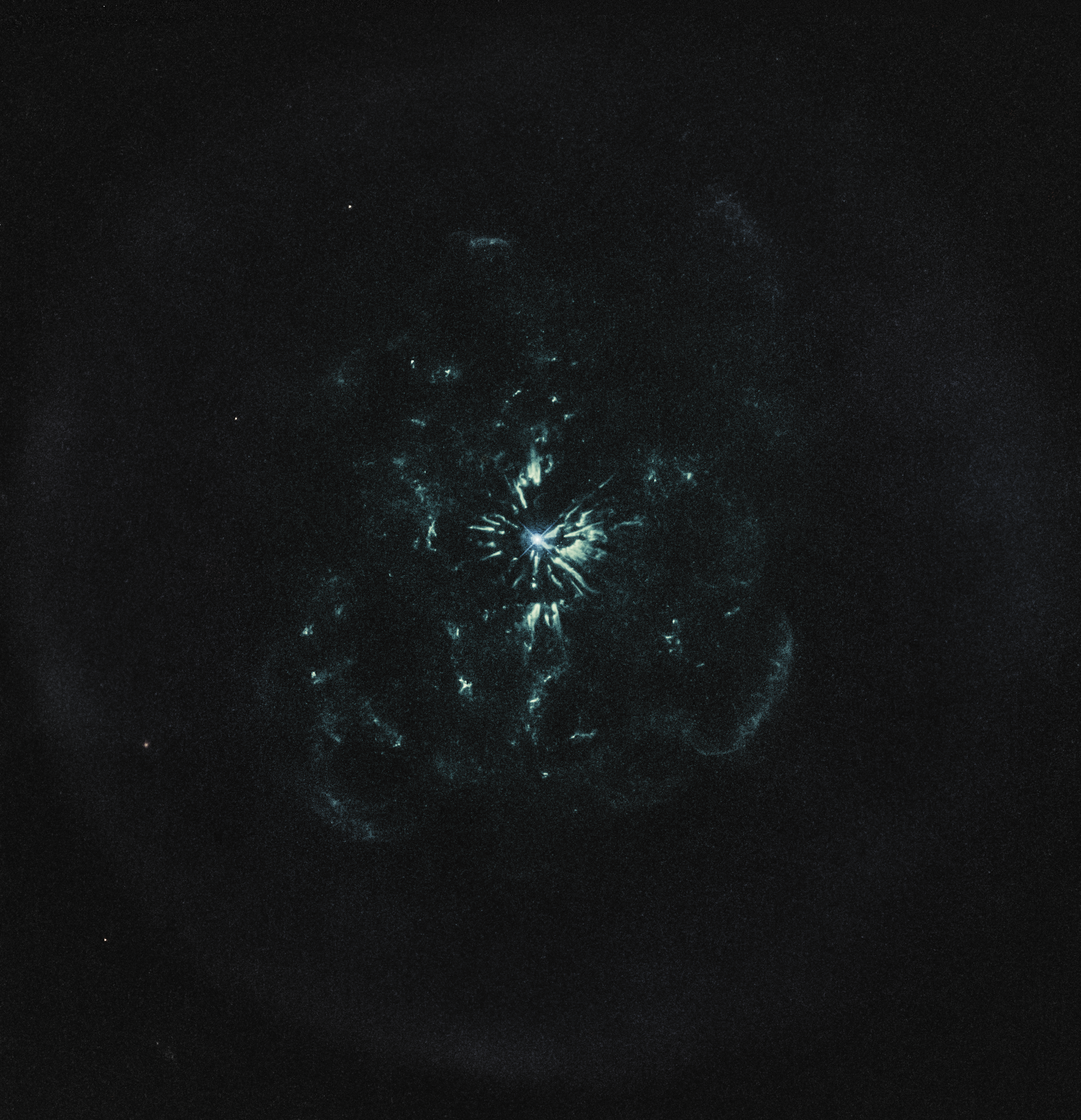
Aufnahme mithilfe des Hubble-Weltraumteleskops unter Verwendung von Linienfilter für ionisierten Sauerstoff (OIII). Schwach erkennbar ist eine äußere kugelförmige Struktur.